# Pimienta (película de 1966)
Pimienta es una película de Argentina a color (Eastmancolor) dirigida por Carlos Rinaldi según el guion de Abel Santa Cruz que se estrenó el 19 de mayo de 1966 y que tuvo como protagonistas a Luis Sandrini, Lolita Torres, Ubaldo Martínez y Selva Alemán.

## Sinopsis
Un tío solterón queda a cargo de la familia de su hermano, que huye con otra mujer.

## Reparto
- Luis Sandrini …Peregrino Ferrari
- Lolita Torres …Dra. Laura
- Ubaldo Martínez …don Siriaco
- Selva Alemán …Lita
- Guillermo Bredeston …Germán Villegas
- Roberto Airaldi …Fernando Ferrari
- Ricardo Lavié …Dr. Osvaldo Peña
- Nelly Prince …Carolina
- Carlos López Monet... Heriberto
- Amalia Scaliter... Beba
- Patricia Scaliter... Fabiana
- Mercedes Harris... Margarita Leiva
- Linda Peretz …Estudiante de abogacía, amiga de Lita
- Leonardo Simons …Asador (como Leonardo Wowe)
- Carlos Lagrotta …Comisario
- Juana Hidalgo ... secretaria
- Francisco de Paula …Dr. Salinas, rector
- Carlos Bianquet
- Roberto Blanco
- Alfonso Pícaro
- Clever Dusseau
- Mario Savino
- Patricio Farrell
- Aldo Grillo
- Tina Francis
- Inés Herrera
- René Roxana
- Celia Geraldy
- Rafael Chumbita
- Betty Solís
- Alberto Bacigalupi
- Roberto Bordoni
- Eva Serkin
- Rubén Sandri

## Comentarios
La Nación dijo:

”La trama…elemental en grado sumo…sofisticación en decorados, conspira contra el clima emotivo y humano …sin embargo Sandrini se impone.”

King opinó:

”Pimienta es sobre todas las cosas un cuadro generosamente abierto a las posibilidades de sus intérpretes principales.”

Manrupe y Portela escriben:

”Éxito teatral algunos años antes, vuelve a serlo en el cine con todas las concesiones previsibles y Sandrini en un buen momento.”